# Microtus
Microtus is het grootste geslacht uit de onderfamilie der woelmuizen. Het geslacht komt voornamelijk voor in het Holarctisch gebied. Tot dit geslacht behoort onder andere de veldmuis (Microtus arvalis) en de aardmuis (Microtus agrestis). Er zijn zestig soorten. De naam Microtus betekent "kleinoor", en slaat op de grootte van de oren van de soorten.

## Kenmerken
Microtus heeft kleine oren en een kort staartje. De soorten van het geslacht hebben vier tot acht mammae. De kiezen groeien continu door, en hebben geen tandwortels.

## Ziekten
De soorten uit dit geslacht zijn een belangrijke drager van de bacterie francisella tularensis die tularemie veroorzaakt.

## Verspreiding
De soorten leven voornamelijk in graslanden, in Europa, Azië, en Noord-Amerika. Ze leven in gangen aan het oppervlak of onder de grond. Ze eten voornamelijk grassen, wortelen en zaden.

## Classificatie
Het geslacht Microtus bevat zes ondergeslachten, met daarin zestig soorten. De ondergrondse woelmuizen (ondergeslachten Pitymys en Terricola) worden soms als een apart geslacht, Pitymys, beschouwd. Andere geslachten, als de sneeuwmuizen (Chionomys) en de geslachten Alexandromys, Lasiopodomys, Neodon, Proedromys en Stenocranius werden voorheen als een ondergeslacht van Microtus beschouwd.
Het geslacht wordt als volgt ingedeeld:
- Geslacht Microtus
  - Ondergeslacht Blanfordimys
    - Microtus afghanus
    - Microtus bucharensis
    - Microtus yuldaschi

  - Ondergeslacht Euarvicola
    - Microtus agrestis – Aardmuis
    - Microtus lavernedii
    - Microtus rozianus

  - Ondergeslacht Iberomys
    - Microtus cabrerae – Cabrerawoelmuis

  - Ondergeslacht Microtus
    - Microtus anatolicus
    - Microtus arvalis – Veldmuis
    - Microtus dogramacii
    - Microtus guentheri – Mediterrane woelmuis
    - Microtus hartingi
    - Microtus ilaeus
    - Microtus irani
    - Microtus kermanensis
    - Microtus mustersi
    - Microtus mystacinus
    - Microtus obscurus
    - Microtus paradoxus
    - Microtus rossiaemeridionalis – Oostelijke veldmuis
    - Microtus schelkovnikovi
    - Microtus schidlovskii
    - Microtus socialis
    - Microtus transcaspicus

  - Ondergeslacht Pitymys
    - Microtus abbreviatus
    - Microtus californicus – Californische woelmuis
    - Microtus canicaudus
    - Microtus chrotorrhinus – Geelneuswoelmuis
    - Microtus drummondii
    - Microtus dukecampbelli
    - Microtus guatemalensis
    - Microtus longicaudus – Langstaartwoelmuis
    - Microtus mexicanus – Mexicaanse woelmuis
    - Microtus mogollonensis
    - Microtus montanus
    - Microtus oaxacensis
    - Microtus ochrogaster – Prairiewoelmuis
    - Microtus oregoni – Oregonwoelmuis
    - Microtus pennsylvanicus – Graslandwoelmuis
    - Microtus pinetorum – Dennenwoelmuis
    - Microtus quasiater
    - Microtus richardsoni – Richardsonwoelmuis
    - Microtus townsendii – Townsendwoelmuis
    - Microtus umbrosus
    - Microtus xanthognathus – Geelwangwoelmuis

  - Ondergeslacht Terricola (Ondergrondse woelmuizen van de Oude Wereld)
    - Microtus brachycercus – Calabrische woelmuis
    - Microtus daghestanicus
    - Microtus duodecimcostatus – Provençaalse woelmuis
    - Microtus felteni – Feltens woelmuis
    - Microtus fingeri
    - Microtus liechtensteini – Liechtensteinse woelmuis
    - Microtus lusitanicus – Baskische woelmuis
    - Microtus majori
    - Microtus meadensis†
    - Microtus melitensis†
    - Microtus multiplex – Fatio's woelmuis
    - Microtus nebrodensis
    - Microtus pauli†
    - Microtus pyrenaicus – Pyrenese woelmuis
    - Microtus savii – Savi's woelmuis
    - Microtus subterraneus – Ondergrondse woelmuis
    - Microtus tatricus – Tatrawoelmuis
    - Microtus thomasi – Thomas' woelmuis

  - incertae sedis
    - Microtus paroperarius†
    - Microtus ratticepoides†

De Beierse woelmuis (Microtus bavaricus) wordt in deze indeling niet als aparte soort gerekend, omdat het niet genoeg zou verschillen van de Liechtensteinse woelmuis (Microtus liechtensteini). Deze soort wordt echter door de meeste bronnen wel erkend als aparte soort.